# Actinotia brunnea
Actinotia brunnea är en fjärilsart som beskrevs av Tutt 1891. Actinotia brunnea ingår i släktet Actinotia och familjen nattflyn. Inga underarter finns listade i Catalogue of Life.